# Law & Order Toronto: Criminal Intent
New York, crime organisé
Law & Order Toronto: Criminal Intent est une série télévisée canadienne policière, basée sur la série americaine New York, section criminelle, et diffusée depuis le 22 février 2024 sur Citytv.
Cette série est inédite dans tous les pays francophones.
La série a été reconduite 

## Synopsis
Dans la guerre contre le crime à Toronto, les plus redoutables prédateurs sont poursuivis par les inspecteurs de la Section Criminelle. Voici leur histoire

## Distribution

### Acteurs principaux
- Aden Young : Sergent-détective Harry Graff
- Kathleen Munroe : Sergent-détective Frankie Bateman
- K. C. Collins (en) : Procureur adjoint de la Couronne, Theo Forrester
- Karen Robinson : Inspecteur Vivienne Holness

### Acteurs récurrents et invités
- Nicola Correia-Damude : Médecin légiste Dr Lucy Da Silva
- Araya Mengesha (en) : L'expert en technologie Mark Yohanne
- Tammy Isbell (en) : détective Alice Riley

## Production
Le 5 juin 2023, on apprend que la série est commandée, ça sera la troisième adaption étrangère de la franchise Law & Order, après Paris, enquêtes criminelles, Londres, police judiciaire, la série sera dérivée de New York, section criminelle. Mais contrairement aux autres adaptations étrangères la série n'est pas un remake de la série américaine 
La distribution est dévoilée en octobre 2023.
Le 3 janvier 2024, on apprend que le premier épisode de la série sera diffusée le 22 février 2024 sur le réseau Citytv.

## Épisodes

### Première saison (2024)
1. The Key to the Castle
2. Good Neighbours
3. The Real Eve
4. Crack Reporter
5. Bleeding Heart
6. Minnow and the Shark
7. The Sound of Silence
8. Boys Will Be Boys
9. Three Points
10. Cul-De-Sac

### Deuxième saison (2025)
1. White Squirrel City
2. Digital Lipstick
3. Fool's Gold
4. Hoggs Hollow
5. Face Value
6. Disposable People
7. The Man in the Stadium
8. Canadian Dream
9. Bitter Pill
10. Tango Romeo

### Troisième saison
En juin 2024, la série est renouvelée pour une troisième saison.